# كنيسة الثالوث (باتايسك)
كنيسة الثالوث (بالروسية: Церковь Троицы Живоначальной or Свято-Троицкая церковь, Троицкий храм)، هي كنيسة روسية أرثوذكسية تقع في باتايسك، روستوف أوبلاست، روسيا، اكتمل بناؤها سنة 2013. على نمط العمارة الكنسية الروسية.

## تاريخ
في أواخر الثمانينات، عندما بدأ بيريسترويكا في الاتحاد السوفييتي، قرر سكان المدينة بناء كنيسة جديدة على أراضي الكنيسة السابقة، حيث ناشد سكان باتايسك سلطات البلدة بطلب تسليمهم مبنى المسرح السينمائي لفتح كنيسة أرثوذكسية فيها. تمت الموافقة على الطلب. وفي عام 1991 بدأ إحياء الكنيسة، وصُمّمت تكريما للثالوث المقدس.
بدأ بناء كنيسة الثالوث المقدس في سبتمبر 2000. وفي عام 2003، تم تركيب قُبّتين بالصلبان وساعة برج على برج الناقوس. على الساحة، أمام الكنيسة، تم تشييد النصب التذكاري للقديس أندراوس، وعُقدالافتتاح والتكريس في 27 سبتمبر 2003. مؤلف النصب هو الفنان (المُكرّم من الاتحاد الروسي) النحات إيساكوف (S. M. Isakov). تم تثبيت النصب التذكاري على حساب صندوق القديس نقولا الخيري. وترأس حفل تكريسه المطران بانتيليمون من روستوف ونوفوشركاسك.
في عام 2006، بدأ بناء مبنى جديد لمدرسة الكنيسة. في عام 2008، تم تجصيص الجدران والأقواس، وتم ترتيب السياج. في عام 2009، تم تنفيذ أعمال التشطيب في الداخل.
تم الانتهاء من كنيسة الثالوث في عام 2013 وأصبحت معلما رئيسيا في باتايسك. وفي المعرض المعماري «بروميثيوس 2007» الذي عقد في ستافروبول، تمّ اعتبار الكنيسة أجمل المباني الدينية في جنوب روسيا.

## رواق صور

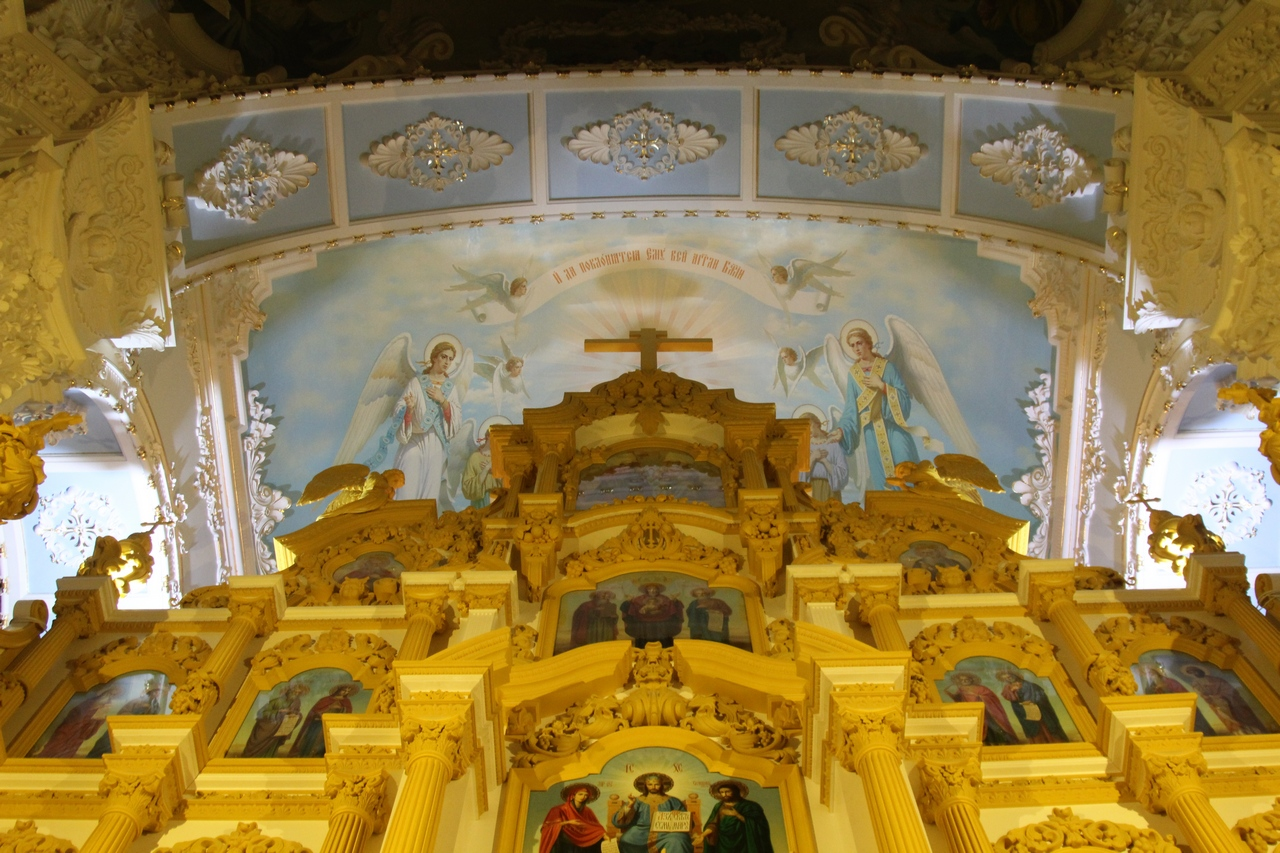
الحاجز الأيقوني
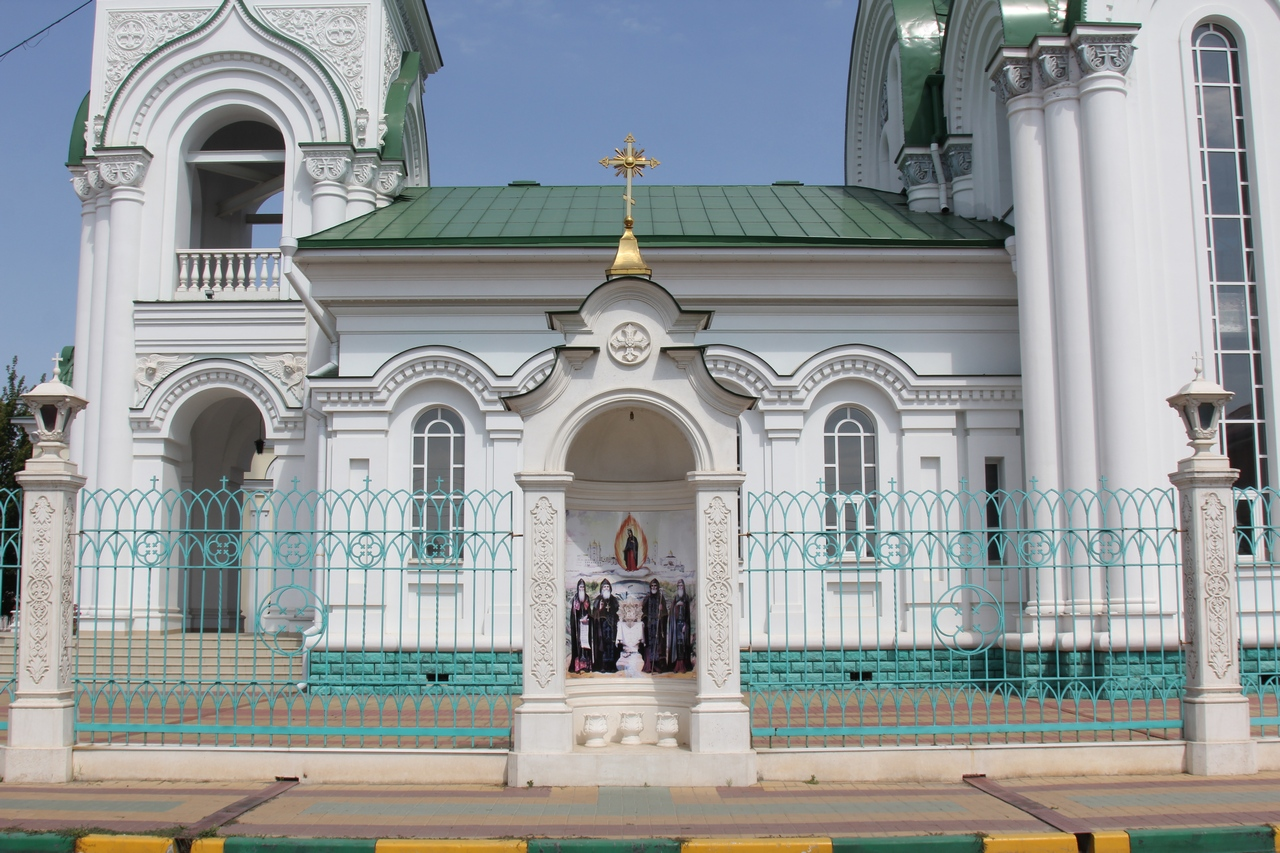
مُصلّى
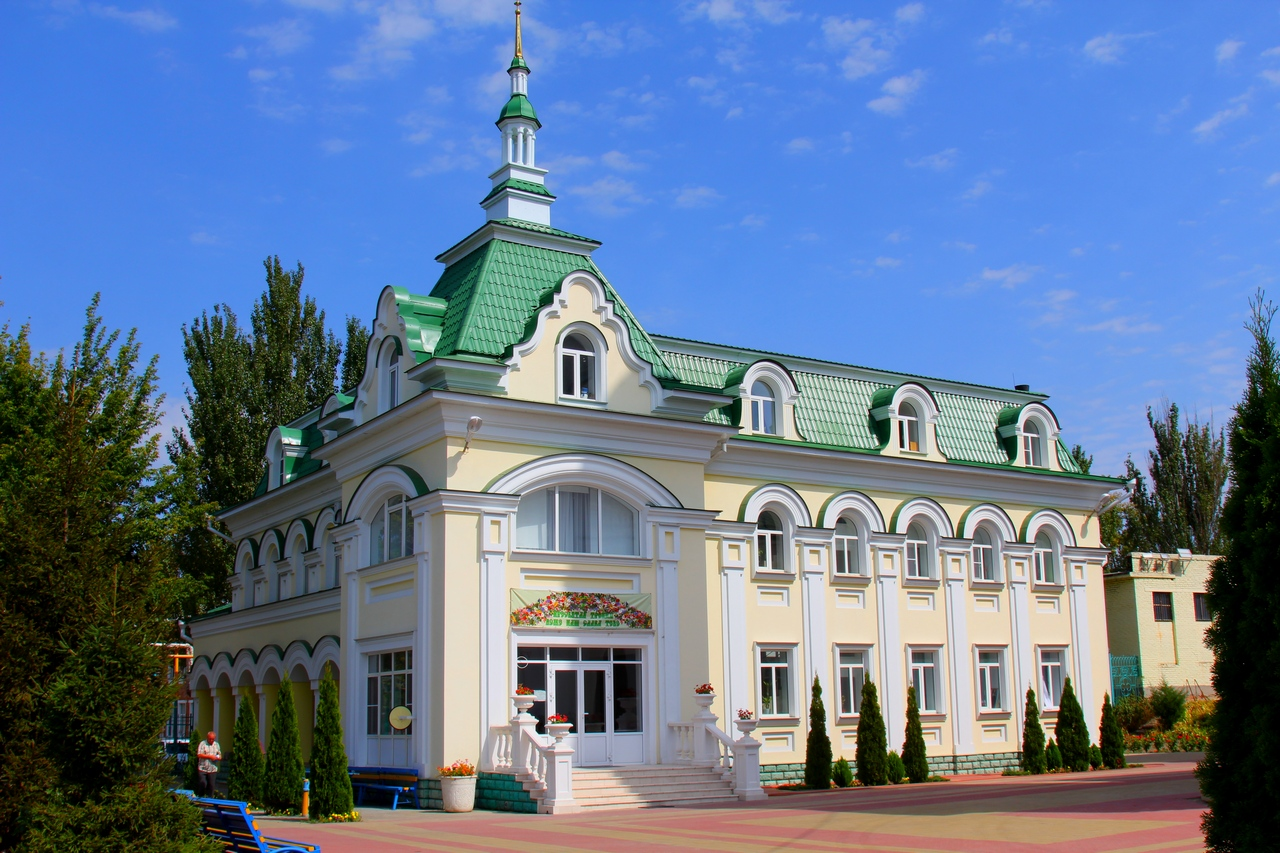
مدرسة الكنيسة